# Marine Barracks Washington
Der Stützpunkt Marine Barracks Washington (auch Marine Barracks, Washington, D.C. oder Marine Barrack 8th and I (8th and I)) ist die älteste Basis des US Marine Corps (USMC), seit 1806 der Sitz des Commandant und damit auch der Sitz des Hauptquartiers des USMC. Der Stützpunkt liegt an der 8. Straße und Straße I nördlich des Washington Navy Yards im südöstlichen Quadranten in Washington, D.C. Der Stützpunkt wurde 1801 begründet.

## Geschichte
Die Gebäude der Marine Barracks gehören zu den ältesten Washingtons und sind denkmalgeschützt. Als die Briten Washington im Britisch-Amerikanischen Krieg von 1812 niederbrannten, eroberten sie auch die Kaserne der Marines, die sie in der Schlacht bei Bladensburg geschlagen hatten. In der traditionellen Darstellung des Marine Corps verschonten sie die Anlage jedoch aus Respekt vor dem Mut, den die Marines in dieser Schlacht gezeigt hatten. Eine andere mögliche Erklärung für die Verschonung ist die Absicht der Briten, die Kaserne und das Haus des Commandant als Kommandoposten zu nutzen, was jedoch vor ihrem Abzug nicht mehr umgesetzt werden konnte.
Heute sind die Marine Barracks von der 8. und I-Straße und von der 9. und der G-Straße Südost umgeben und seit dem 27. Dezember 1972 als Historic District in das National Register of Historic Places eingetragen. Am 11. Mai 1976 wurden sie zu einer National Historic Landmark erklärt.
Marines, die in Washington stationiert werden, müssen bestimmte Größen- und Gewichtsvorgaben erfüllen, denn sie sind verantwortlich für zeremonielle Aufgaben, wie Ehreneskorten bei Beerdigungen, Ehrenwachen, die Bewachung des Weißen Hauses und des Landsitzes des Präsidenten der Vereinigten Staaten von Amerika in Camp David sowie verschiedene Paraden. Diese finden jeden Dienstagabend und zu anderen Zeiten am United States Marine Corps War Memorial statt.

## Stabsabteilungen
Zu den Stabsabteilungen des Hauptquartiers gehören:
- Flugbetrieb
- Militärgeistlicher des US Marine Corps
- Kommando, Kontrolle, Kommunikation und Computer
- Berater des Commandant
- Direktor, Marine Corps Stab
- Hauptquartier Bataillon
- Gesundheitsdienst
- Historical Division
- Generalinspekteur
- Installations and Logistics Department
- Nachrichtendienstabteilung
- Logistikmodernisation
- Marine Corps Rekrutierungskommando
- Marine Corps Systems Command
- Manpower and Reserve Affairs
- Marine Corps Combat Development Command
- Marine Corps Community Services
- Marine Corps Uniform Board
- Marine Corps Logistics Command
- Navy and Marine Corps Appellate Leave Activity
- Office of Legislative Affairs
- Plans, Policies and Operations
- Programs and Resources
- Public Affairs
- Safety Division
- Sexual Assault Prevention & Response Office (SAPRO)
- Staff Judge Advocate to the Commandant